# ناو کلاس هایفلایر
کروزر کلاس هایفلایر (به انگلیسی: Highflyer-class cruiser) یک کلاس از کشتی است که طول آن ۳۵۰ فوت (۱۰۶٫۷ متر) می‌باشد.